# علي خلف الله
علي خلف الله (مواليد 13 مايو 1996) هو سبّاح مصري، مثّل بلاده في دورتي الألعاب الأولمبية الصيفية 2016 و2020.

## روابط خارجية
علي خلف الله على موقع الاتحاد الدولي للسباحة (الإنجليزية)
- علي خلف الله على موقع اللجنة الأولمبية الدولية (الإنجليزية)
- علي خلف الله على موقع أوليمبيديا (الإنجليزية)